# Troisième âge
Pour la période temporelle dans l'œuvre de J. R. R. Tolkien, voir Troisième Âge et Quatrième Âge.
Le troisième âge est une notion abstraite et variable dans le temps synonyme de vieillesse qui renvoie à la conception classique des Âges de la vie. Le troisième âge correspond généralement aux personnes appelées « seniors » ou « personnes âgées ».
L'espérance de vie augmentant, de même que le nombre de centenaires et de supercentenaires, on a vu apparaître dans les années 1980, l'expression « quatrième âge » pour désigner les personnes très âgées. 